# Orleanesia mineirosensis
Orleanesia mineirosensis är en orkidéart som beskrevs av Leslie Andrew Garay. Orleanesia mineirosensis ingår i släktet Orleanesia och familjen orkidéer. Inga underarter finns listade i Catalogue of Life.